# Parathiodina
Parathiodina — род аранеоморфных пауков (Araneomorphae) из подсемейства Amycinae в семействе пауков-скакунов (Salticidae), включающий всего один вид Parathiodina compta Bryant, 1943. Вид является эндемиком о. Гаити.

## Этимология
Название рода произошло от др.-греч. para, что означает «рядом», + название рода пауков-скакунов Thiodina.